# Rosa carolina
Rosa carolina — вид рослин з родини розових (Rosaceae); поширений у східній частина США й Канади.

## Опис

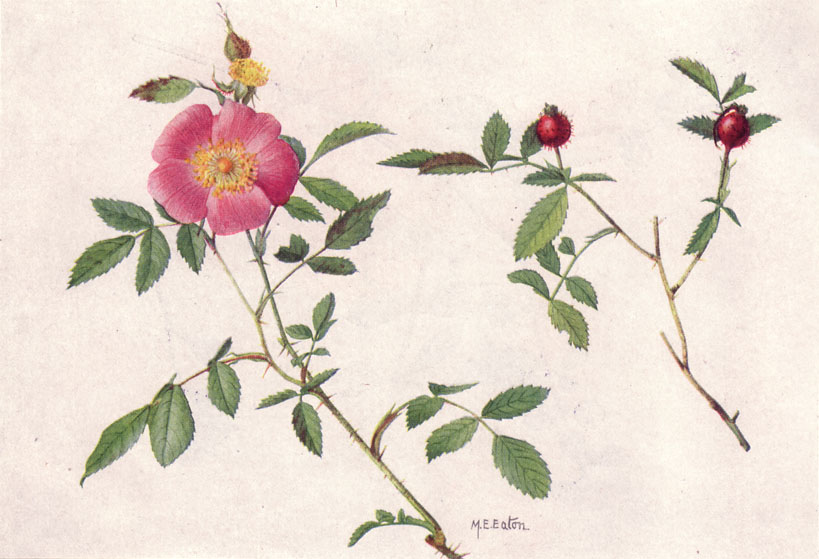
ілюстрація

Чагарник або напівчагарник, який утворює розсіяні популяції. Стебла розлогі та слабкі, іноді прямовисні, стрункі, 3–10(13) дм, відкрито розгалужені. Кора тьмяна червонувато-коричнева, гола. Підприлисткові колючки, як правило, парні, прямовисні, іноді відхиляються, рідко вигнуті, плоскі, шилоподібні, (2)3–9 × 1.5–3 мм. Міжвузлові колючки рідко або щільно змішані з шпильками, залозами та меншими міжвузловими колючками. Листки 5–10(16) см. Прилистки 10–18(23) × 2–3 мм. Ніжки й ребра листків іноді з колючками, голі, рідко запушені, рідко залозисті. Листочків (3)5–7(9); ніжки 4–11 мм; пластинки яйцюваті, еліптичні або ланцетні, 18–50 × 9–28 мм, основа клиноподібна, поля зубчасті, верхівка від гострої до загостреної, рідко тупа, низ блідо-зелений, голий, рідко запушений, верх, як правило, зелений, тьмяний, рідко трохи блискучий, голий. Суцвіття — 1–3(6)-квітковий щиток. Квітки діаметром 3–5.5 см. Чашолистки ланцетні, 10–22 × 2–3 мм, кінчик 2–10 × 0.5–1 мм, краї перисті або цілісні. Пелюстки поодинокі, рожеві, 15–24 × 13–19 мм. Плоди шипшини червоні або оранжево-червоні, кулясті або стиснено-кулясті, рідше еліпсоїдні, 7–14 × 6–15 мм, м’ясисті, голі, залозисті, шийка 0–0.5 × 5–6 мм; чашолистики рано опадають.
Період цвітіння: травень — серпень.

## Поширення
Поширений у східній частині США й Канади.